# 阮奇山
阮奇山（1887年—1956年）是一位中国武术家。

## 生平
隨父居佛山朝觀里，其父阮寵明在民國初期從事化工顏料業，於佛山永安路開店。因阮奇山排行第五，人稱「阮老楂」。小時候，阮父以重金禮聘霍保全教授阮家兄弟蛇形拳術。先後有廣西欽州詠春名家郝寶全，後隨年老的馮少青學習紅船永春拳。可惜只有短暫時間。教授阮奇山和其兄阮濟雲。嚴詠春夫婦以及梁贊曾盤桓在廣西參與天地會的活動，故廣西也有詠春拳流傳。在清末民初廣西的詠春名家有兩個，一是「神拳」羅晩恭，另一個便是郝寶全，據說郝寶全善使蝴蝶雙刀，當時人稱「單刀孫玉峰，雙刀郝寶全」，而孫玉峰是上海精武會著名教練，北派羅漢拳宗師，人稱「七省刀王」，能與孫玉峰齊名的，郝寶全自然不是泛泛之輩。而另一個被請到阮 家做客卿的詠春名家馮少青，也是來頭不小。馮少青是佛山順德人，他的詠春拳師承紅船戲班高手陸錦（大花面錦），學成後投奔晩清名臣骆秉章做過旗下提刑按察司府總捕頭，阮家伺奉馮少青頤養天年直至七十八歲去世。阮奇山深得兩廣詠春名家精髓併兼具所長，功夫自成一派。
1939年日本侵華時，其兄阮濟雲等移居越南，阮奇山及姚才的後人稱他們在此時追隨吳仲素在普君墟綫香街開設之醫館學習詠春拳。很多富家子弟，如有記盲公餅何兆初，李眾勝堂少東李賜豪，英聚茶樓司庫梁福初等也曾慕名求學。
在廿、三十年代，阮奇山時常留連於姚才、姚林在石路頭街開設之俱樂部（大煙館）中。葉問先生曾對一些徒弟提及阮奇山從來未有正式追隨吳仲素學習詠春拳。只是友好式偷偷學習，而吳仲素及葉問從來不在他們面前授徒。故所謂阮奇山或姚材詠春拳只有小練頭及散式。

## 承傳
其后傳至岑能,岑能在廣州弟子眾多.其徒弟有梁大釗,王錦,黃乃石,徐廣林,周賜喜,張勇,郭運平等。

## 歷史
由於葉問之父擔任過運送鴉片的船長，葉家房子在一次與當地居民的糾紛中被大火吞噬。阮寵明與葉問之父之間友誼甚篤，便將葉家接至阮家，並讓葉問跟隨幼子阮奇山練習他在吳仲素門下尚未學過的黐手。雖然阮奇山起初為了葉問的吳仲素黐手式詠春並非同系而對這個提議頗有微言，但在他父親的堅持下還是將黐手教了葉問。阮奇山曾交代葉問勿將他所學的黐手輕易公諸於世，但葉問後來卻公開的運用黐手打敗了本武官師兄。這場比試也打出了「詠春三雄」：阮奇山、葉問和姚才的知名度。

## 《葉問前傳》之爭論
電影《葉問前傳》將阮奇山描寫為武功遜於葉問的小師弟。為此，葉問之子葉準和其徒弟及導演冼國林曾公開地為阮奇山之孫阮祖棠倒茶，並六度為了傷害詠春傳奇人物阮奇山的名譽而道歉。在記者會中，葉準及冼國林公開地承認阮奇山，而非葉問，在詠春派的宗師地位，並透過文獻澄清了所有關於當年佛山死鬥的疑問。

## “詠春三雄”高下之爭
姚永强(姚才之孫)表示，當年在佛山，祖父姚才，葉問，和阮奇山三人並稱「詠春三雄」，三人齊名，武功不相上下。阮奇山之徒梁贊也透過1970年代的文獻證明了阮奇山師事於馮少青，而葉問等人則跟隨阮奇山練武。雖然這無法表示葉問曾師事於阮奇山，但這無疑的證明了在馮少青門下，阮奇山資深而葉問資淺。由此推斷，葉問向阮奇山請教武功實是再平常不過。
阮奇山的徒孙梁湛声还提供了祖传的记录，记录上写明，阮奇山师从冯少青，而叶问与其他多个咏春武者一同在阮奇山的门下。“这本记录是上世纪70年代留下的，这也不能说叶问是他的徒弟，但论资历，阮奇山排第一，叶问最后，叶问向他请教很正常。”